# Diecezja São Luíz de Cáceres
Diecezja São Luíz de Cáceres (łac. Dioecesis ancti Aloisii de Caceres) – diecezja Kościoła rzymskokatolickiego w Brazylii. Należy do metropolii Cuiabá, wchodzi w skład regionu kościelnego Oeste 2. Została erygowana przez papieża Piusa X bullą Novas constituere 5 kwietnia 1910.